# Nord bei Nordwest – Der wilde Sven
Nord bei Nordwest – Der wilde Sven ist ein deutscher Fernsehfilm von Jochen Alexander Freydank von 2015. Es handelt sich um die zweite Folge der ARD-Kriminalfilmreihe Nord bei Nordwest mit Hinnerk Schönemann und Henny Reents in den Hauptrollen.

## Handlung
Hauke Jacobs ist gut in seinen Neuanfang als Tierarzt in dem Ostseestädtchen Schwanitz gestartet. Seine neueste Patientin ist eine Kuh, die nicht mehr fressen will und deren Besitzer mit der Notschlachtung droht. Für ihn ist der Fluch des Wilden Sven daran schuld, denn der Tierarzt kann keine organische Ursache entdecken. Haukes Assistentin, Jule Christiansen, erklärt ihm, dass vor über 1000 Jahren die Bürger von Schwanitz den Wikingeranführer in eine Falle gelockt hatten. Als der Wilde Sven dann an einem 24. Februar hingerichtet wurde, verfluchte er alle Schwanitzer und seitdem hole er sich alle sieben Jahre zwei von ihnen. Kaum hat ihm Jule das erzählt, klingelt auch schon Haukes Handy. Die Ortspolizistin Lona Vogt bittet ihn, für den gerade nicht erreichbaren Dorfarzt einzuspringen und eine Leichenschau vorzunehmen. Verwirrt sagt er zu. Noch verwirrter ist er, als er feststellen muss, dass Oliver Selchow ertrunken sein muss, doch er liegt auf seinem Bett. Somit muss ihn jemand dorthin getragen haben. Trotz vereinbarten Stillschweigens macht die Nachricht vom ersten Toten schnell die Runde im Dorf.
Da sich Lona Vogt eine Prellung am Fuß zugezogen hat und nicht Auto fahren kann, bittet sie Hauke, sie für die nächsten Tage zu unterstützen. Sie berichtet ihm von Melanie Bittner, die vor sieben Jahren Opfer des Wilden Sven geworden ist. Sie war mit drei Männern auf Bootstour gegangen und am nächsten Tag tot an Land gespült worden. Oliver Selchow, der Tote von heute, war einer dieser Männer. Ein zweiter hatte sich einen Tag nach Melanies Tod erhängt. Somit ermitteln Lona und Hauke vorerst in dieser Richtung. Sie befragen Melanies Mutter, die zwar einräumt, dass sie sich zu gern an den Schuldigen gerächt hätte, doch wenn, dann wäre dies schon vor sieben Jahren passiert. Das leuchtet Lona ein und sie will sich noch einmal um das persönliche Umfeld des Opfers kümmern. So fällt ihr ein Arzttermin auf, den Selchow sich notiert hatte. Sie befragt den behandelnden Arzt, von dem sie erfährt, dass Selchow schwer krebskrank war und anstatt sofort in die Klinik zu gehen, es vorgezogen habe, zu beichten. So wird Pfarrer Schlagmann befragt, der zwar ein seelsorgerisches Gespräch mit Selchow bestätigt, aber auch auf seine Schweigepflicht verweist. Dennoch bestätigt er indirekt Lonas Vermutung, dass die drei Männer eine Schuld am Tod des Mädchens trifft, denn sie haben Melanie einfach über Bord geworfen. Damit nun nicht auch noch Jörn Overkott, der dritte der Männer, Opfer des Mörders wird, will Lona ihn so lange „verstecken“, bis sie den Täter festgenommen hat. Alles spricht dafür, dass es sich dabei um Björn Bittner handelt, denn nach Auswertung der Spuren wurde ein Haar an Selchows Leiche gefunden, das mit hoher Wahrscheinlichkeit von Melanies Vater stammt. Lona und Hauke wollen ihm deshalb eine Falle stellen und in Overkotts Haus auf ihn warten. Dabei wird ihnen klar, dass die eigentliche Lösung mit Selchows „Beichte“ zu tun haben muss, da erst danach der Mord geschah. Als sie den Pfarrer aufsuchen wollen, ist dieser gerade zusammen mit Overkott und dessen Motoryacht aufs Meer gefahren. In der Kirche treffen sie jedoch Claudia Bittner und erfahren so, dass der Pfarrer Melanies leiblicher Vater war und daher Selchow nach dessen Geständnis vor Wut im Taufbecken ertränkt hat.
Lona alarmiert die Küstenwache und nimmt zusammen mit Hauke die Verfolgung auf. Sie können gerade noch verhindern, dass der Pfarrer Overkott ins Meer wirft. Beide können festgenommen werden, doch es gibt ein zweites Opfer des Wilden Sven: Björn Bittner. Die Erinnerung an Melanie, die durch die aktuellen Ereignisse wieder aufgefrischt wurde, haben ihn dazu getrieben, sich zu erhängen. Aber für die Kuh Gabi gibt es Hoffnung, denn Hauke hatte herausgefunden, dass sie auf dem Hof des Vorbesitzers täglich mit Musik „beschallt“ wurde, was ihr nun fehlt, und sie deshalb das Fressen verweigert.

## Hintergrund
Hauke Jacobs äußert in dieser Episode, dass er in Schwanitz untergetaucht ist und sich „versteckt“  hält, weil er zu einem Prozess als Kronzeuge aussagen soll.
Die Dreharbeiten erfolgten vom 12. Februar bis zum 13. März 2015 auf der Halbinsel Priwall, auf Fehmarn und in Hamburg.
Die Idee zum Plot des Films hat Parallelen mit der britischen Krimiserie Inspector Barnaby. In ihr wird bereits 1999 in der ersten Episode der 2. Staffel (deutsche Erstausstrahlung im ZDF am 10. Juli 2005 unter dem Titel Der Schatten des Todes) die Rache eines Pfarrers an den vermeintlichen Mördern seines außerehelichen, geheimgehaltenen Kindes erzählt. Auch hier ist die Beichte eines Todkranken der Auslöser des Rachefeldzuges.
Mehmet Ösker, der in jeder Nord bei Nordwest-Episode einer anderen Tätigkeit nachgeht, betätigt sich in dieser Episode als Gästeführer. 

## Rezeption

### Einschaltquote
Die Erstausstrahlung von Nord bei Nordwest – Der wilde Sven am 22. Oktober 2015 im Ersten erreichte 4,68 Millionen Zuschauer und einen Marktanteil von 14,7 Prozent. Bei der Wiederholung am 27. Dezember 2016 stiegen die Werte sogar auf 5,18 Millionen Zuschauer (15,3 Prozent MA).

### Kritik
Rainer Tittelbach von tittelbach.tv meinte, Nord bei Nordwest – Der wilde Sven nehme der Serie „ein bisschen den Fahrtwind aus den Segeln – und vertröstet den Zuschauer auf später. Das erotische Versprechen jedenfalls, das der Auftakt ‚Käpt’n Hook‘ gab und die Top-Besetzung immer noch gibt, löst ‚Der wilde Sven‘ leider (noch) nicht ein. Dafür gibt es andere starke Momente. Und auch die Idee mit Fluch und Spuk ist zumindest im Ansatz erfreulich.“ „Der Erzählrhythmus des Films ist gemäß der Landschaft eher gemächlich. Die ständigen Wetterumschwünge beim Drehen im Winter haben es sichtlich erschwert, dem Film eine einheitliche Atmosphäre zu geben.“
Bei der FAZ schrieb Oliver Jungen: „Komödie, Schnulze oder Krimi? Das ist die Frage, wenn das öffentlich-rechtliche Fernsehen einen Film dreht. ‚Nord bei Nordwest – Der wilde Sven‘ zeigt, was dabei alles schiefgehen kann. Da ertrinkt einer sogar in seinem Bett.“ Ansonsten „geht die Handlung beinahe vollständig im Küstennebel unter, dem hier mittels Digitaltechnik und Rauchbomben kräftig nachgeholfen wird.“

## Belege
1. ↑  Nord bei Nordwest – Der wilde Sven  bei crew united, abgerufen am 14. Januar 2022.
2. 1 2  Rainer Tittelbach: Schönemann, Reents, Lohse, Schmidt, Freydank. Tücken des horizontalen Erzählens Filmkritik bei tittelbach.tv, abgerufen am 6. März 2017.
3. ↑  Oliver Jungen: Diese Wikingersage geht auf kein Kuhfell bei faz.net, abgerufen am 6. März 2017.

Käpt’n Hook (2014)  |
Der wilde Sven (2015)  |
Estonia (2017)  |
Der Transport (2017)  |
Sandy (2018) |
Waidmannsheil (2018)  |
Gold! (2019)  |
Frau Irmler (2019)  |
Dinge des Lebens (2020)  |
Ein Killer und ein Halber (2020)  |
In eigener Sache (2020)  |
Der Anschlag (2021)  |
Conny & Maik (2021)  |
Im Namen des Vaters (2021)  |
Ho Ho Ho! (2021, Special)  |
Der Andy von nebenan (2022)  |
Der Ring (2022)  |
Wilde Hunde (2022)  |
Auf der Flucht (2023)  |
Canasta (2023)  |
Natalja (2023) |
Kobold Nr. Vier (2024) |
Der doppelte Lothar (2024) |
Die letzte Fähre (2024) |
Fette Ente mit Pilzen (2025) |
Haare? Hartmann! (2025) |
Das Nolden-Haus (2025)